# کمپدریاچه اموراب مغان
کمپدریاچه اموراب مغان یک روستا در ایران است که در استان اردبیل واقع شده‌است. کمپدریاچه اموراب مغان ۴۰ نفر جمعیت دارد.